# Eretini
Eretini es una tribu de coleópteros adéfagos de la familia Dytiscidae. Tiene un solo género: Eretes

## Especies
- Eretes arevaloi
- Eretes ater	Chatanay 1911
- Eretes australis	(Erichson 1842)
- Eretes explicitus	Miller 2002
- Eretes griseus	(Fabricius 1781)
- Eretes helvolus
- Eretes lutescens
- Eretes punctipennis	Macleay 1871
- Eretes sticticus	(Linnaeus 1767)
- Eretes succinctus	(Fabricius 1781)